# Габуния, Гурам Дмитриевич
Гурам Дмитриевич Габуния — советский хозяйственный, государственный и политический деятель.

## Биография
Родился в 1936 году в Тбилиси. Член КПСС с 1962 года.
С 1960 года — на хозяйственной, общественной и политической работе. В 1960—1987 гг. — инженер Тбилисского завода «Электросварка», инструктор Тбилисского горкома, первый секретарь Кировского райкома r. Тбилиси, заведующий отделом ЦК ЛКСМ Грузии, первый секретарь Тбилисского горкома ЛКСМ Грузии, заведующий отделом Тбилисского горкома партии, первый секретарь райкома им. 26 комиссаров г. Тбилиси, секретарь Тбилисского горкома партии, председатель исполкома Тбилисского городского Совета народных депутатов, первый секретарь Тбилисского горкома КП Грузии, начальник линии Тбилисского метрополитена.
Избирался депутатом Верховного Совета Грузинской ССР 9-го и 10-го созывов, Верховного Совета СССР 11-го созыва.
Делегат XXVI и XXVII съездов КПСС.
Умер в Тбилиси в 2012 году.